# Victor Deleu
Victor Deleu (n. 25 mai 1876, Pericei, Sălaj – d. 31 decembrie 1939) a fost primar al municipiului Cluj în perioada 1932 (iunie) - 1933 (18 noiembrie).

## Biografie
A absolvit Facultatea de Drept din Budapesta în 1900, iar doi ani mai târziu, și-a luat doctoratul, devenind Doctor în drept al universității clujene. 
Încorporat ca ofițer în armata austro-ungară la izbucnirea Primului Război Mondial și trimis pe frontul din Galiția, a dezertat împreună cu întreaga sa companie, refuzând să lupte pentru interesele monarhiei austro-ungare.
În calitate de membru al Marelui Sfat Național, a participat la Marea Unire de la 1 Decembrie 1918, iar în 1919 a obținut un mandat în Camera Deputaților de la București.
Printre realizările sale în perioada mandatului de primar al Clujului, se numără sistematizarea Parcului Central, amenajarea pieței din jurul Catedralei Ortodoxe, restaurarea Bastionului Croitorilor și a zidului său de apărare.
Pentru întreaga sa activitate, Victor Deleu a fost decorat cu Crucea Comemorativă de Război, Coroana României cu Spade, Steaua României în grad de Cavaler, medalia Ferdinand I cu Spade, Vulturul României în grad de Comandor, Coroana României în grad de Mare Ofițer, Medalia Peleș, Coroana Iugoslaviei în grad de Comandor, ordinul Polonia Restituto în grad de Comandor.
Pe placa sa mortuară este înscris un citat din cuvântarea ținută la Iași în 1917,  ce cuprinde crezul care l-a însoțit toată viața: „Vom birui, pentru că nu sunt așa de înalți Carpații, cât ne sunt inimile de înălțate”. În amintirea sa, o stradă din municipiul Cluj-Napoca a primit numele său.